# Mihael Brenčič
Mihael Brenčič (10. září 1879 Žabjak – 22. listopadu 1954 Ptuj) byl rakouský politik slovinské národnosti ze Štýrska, na počátku 20. století poslanec Říšské rady.

## Biografie
V době svého působení v parlamentu se uvádí jako zemědělec v obci Spuhlja (Pichldorf).
Působil coby poslanec Říšské rady (celostátního parlamentu Předlitavska), kam usedl ve volbách do Říšské rady roku 1911, konaných podle všeobecného a rovného volebního práva. Byl zvolen za obvod Štýrsko 26.
V roce 1911 byl uváděn jako člen Slovinské lidové strany. Po volbách roku 1911 byl na Říšské radě členem poslaneckého Chorvatsko-slovinského klubu.